# NES Remix
NES Remix, anomenat al Japó Famicom Remix (ファミコン リミックス Famikon Rimikkusu), estilitzat com a NES REMIX o FAMICOM REMIX, és una aplicació per a la Wii U que remasteritza diversos videojocs de la videoconsola NES/Famicom de Nintendo, desenvolupat per Nintendo EAD Tokyo i indieszero. Està disponible des del 18 de desembre de 2013.
Degut a la seva popularitat, se n'han estrenat tres seqüeles: NES Remix 2, Ultimate NES Remix i una compilació física que conté les dues versions, anomenada NES Remix Pack.

## Jugabilitat[2][5]
NES Remix fa variar diversos elements de certs videojocs llançats per a la consola Nintendo Entertainment System de Nintendo, i tria els escenaris més claus d'aquell joc, i li afegeix més elements o en canvia, per a fer-lo més diferent. En cada joc s'han de fer una mena de missions per aconseguir certes puntuacions, les anomenades NES Stages. Les Remix Stages són unes missions més complicades en què tot avança més ràpid i és bastant més diferent.
A més a més, el videojoc és compatible amb Miiverse i es pot utilitzar la Col·lecció de Segells. Aleshores, servirà per a decorar els missatges enviats per aquesta xarxa social de Wii U. També es podrà utilitzar Miiverse per aconseguir rècords i enviar-ne i intentar superar-los. En NES Remix, segells s'obtenen mitjançant la recopilació de bits. Aquests s'obtenen de forma automàtica completant missions. Els bits addicionals s'obtenen completant les etapes per primera vegada, obtenint puntuacions més altes i/o esborrant perfectament (sense rebre dany o obtenent fallades o Game Over). Hi ha 100 segells que es poden recollir en el joc, dels quals 10 estan disponibles de forma automàtica des del principi, i poden estar o no basades en el joc.

### Videojocs deNES
En total en són 16, els videojocs de Nintendo Entertainment System remasteritzats en NES Remix:
- Donkey Kong
- The Legend of Zelda
- Super Mario Bros.
- Mario Bros.
- Balloon Fight
- Excitebike
- Ice Climber
- Golf.
- Clu Clu Land
- Wrecking Crew
- Donkey Kong Jr.
- Pinball.
- Donkey Kong 3
- Baseball
- Urban Champion
- Tennis

## Actualitzacions
Versió 1.1.0 JP/EU (llançada el 30 de gener de 2014)
L'actualització el fa compatible amb els següents controls del joc: Wii U Pro Controller, Wii Remote i Wii Classic Controller, a més del Wii U GamePad. Al Japó, l'actualització també pretén solucionar alguns errors en el joc.

## Desenvolupament
| Director  | Koichi Hayashida |
| Productor | Yoshiaki Koizumi |

NES Remix es va anunciar el 18 de desembre de 2013, i el desenvolupen Nintendo Entertainment Analysis and Development i Indies Zero. Es va anunicar el mateix moment del seu llançament a la Nintendo eShop. L'ACB ja l'ha qualificat amb una G de General, i té una qualificació de PEGI de 3 i d'ESRB d'E. Ja se'n coneix el tràiler, i també ha sortit el lloc web nord-americà del videojoc, que funciona amb so.
El joc NES Remix va ser un gran èxit quan va ser llançat a la Nintendo eShop de Wii U. Tant és així que Nintendo va anunciar poc després NES Remix 2. Per si els fans volien una versió d'aquest/s joc/s per a la 3DS, IGN va formular la següent pregunta al director Koichi Hayashida: per què NES Remix no pot sortir a la 3DS? El desenvolupador va dir que ell estava acostumat en crear videojocs per a Wii U, ja que això va ser poc després de Super Mario 3D World, i que la 3DS no és una màquina tan potent com la que ells necessitaven, i que hauria sigut més difícil. Després de causar una lleugera decepció per als fans de 3DS, Hayashida també va parlar de possibles seqüeles per NES Remix, com podria ser per a SNES, Game Boy o Game Boy Advance. Hayashida va dir que si hi ha prou demanda, la idea la consideraran.
El joc NES Remix va ser produït per un petit grup de 16 desenvolupadors, tretze d'ells d'indieszero, i tres de Nintendo EAD Tokyo, entre ells el cèlebre Koichi Hayashida i Yoshiaki Koizumi. Després d'acabar Super Mario 3D Land, l'estudi Nintendo EAD Tokyo va començar a treballar en Super Mario 3D World, però la idea de NES Remix també va sorgir en aquest moment. Hayashida va arribar per ocupar el seu temps lliure jugant amb jocs d'emulació de la consola Famicom/NES a la Wii U, i gràcies a aquest "hobby" va acabar creant el mode Luigi Bros. per a 3D World. Segons ell, NES Remix és ideal per a persones que no tenen gaire temps per jugar, perquè els seus desafiaments són de curta durada, en general implica una escena específica d'un clàssic joc de NES. L'emoció de Hayashida pel desenvolupament del joc era tal que fins i tot va crear 100 desafiaments abans que indieszero hi entrés. Una de les seves majors preocupacions era preservar l'essència dels jocs originals, mantenint algunes de les limitacions de l'època de NES, ja que el descens de la velocitat de quadre quan hi havia molts objectes a la pantalla a la vegada. En una entrevista amb IGN, Hayashida va revelar que els minijocs de NES Remix en realitat serveixen a un propòsit addicional, el que implica un fort anomenat de vegades específiques dels jocs de NES en la memòria dels jugadors.
En la 15a Japan Expo, que se celebra entre el 2 i el 6 al Paris Nord Villeprinte Exhibition Centre de París, s'hi podrà provar el joc. Shigeru Miyamoto, encara que anteriorment hagués anunciat la seva estada, no hi podrà ser per raons familiars.

## Recepció
NES Remix ha rebut crítiques regulars, amb un 70 de mitjana per a Metacritic basada en les 16 crítiques de la secció següents.

### Crítica[14]
NintendoWorldReport, amb un 90, la nota més alta, comenta que el jugador vol experiències de la "vella escola" i la dificultat per adorar la fórmula WarioWare, NES Remix ho té. Amb un 90, NintendoLife diu que "seria fàcil d'amortitzar NES Remix com una cosa que els només acèrrims retro gamers gaudirien, però indieszero és realment una cosa aquí - els més de 200 desafiaments són prou curts com per ser interessants i divertits per jugar de nou, però no té prou acollida".
Amb un 85, MeriStation diu que "NES Remix és un clàssic instantani fàcil d'aprendre però difícil d'acabar. Gran joc amb alguns dels millors jocs de NES. No obstant això, aquest tipus de producte necessita taules de classificació i alguns jocs clàssics com Super Mario Bros. 3 o Kid Icarus". Amb un 80, Polygon diu: "Fins i tot amb alguns sots, es va revitalitzar el meu interès en el joc clàssic i em va mantenir enganxat al meu Wii U GamePad. Em vaig sentir com si estigués aprenent tot el temps que havia estat jugant - i aquestes habilitats es van posar a prova en formes tortuosament creatives.". IGN, amb un 80, només va comentar que és una forma intel·ligent i desafiant d'experimentar els clàssics.
Vandal Online, amb un 75, va explicar que "es troba a faltar un impuls addicional per esdevenir un gran homenatge jugable, però tot i així és una forma divertida de (re)descobrir aquests clàssics de NES". Amb un 75, multiplayer.it va comentar que "NES Remix és un viatge sòlid, divertit, però en última instància, per oblidar en el camí de la nostàlgia." 3Djuegos, amb un 75, diu que és "una col·lecció de minijocs imprescindible per als jugadors hardcore, especialment els que van gaudir de l'era gloriosa dels 8-bits de NES." Destructoid, amb un 75, explica: "Vull deixar això clar - si vostè es troba jugant qualsevol dels jocs de l'any, ja sigui per nostàlgia o perquè creu que són realment bons jocs, t'encantarà NES Remix".
GameInformer, amb un 65, explica que "NES Remix és una distracció poc divertida per un temps, i que em porta un munt de records. Alguns d'aquests records són grans, i altres estan en la línia de recordar, com els Ice Climber que fan pudor. Això no és un punt culminant del deure-joc per a la Wii U eShop, però val la pena passar un temps si va créixer amb un comandament de NES a la mà." GameSpot, amb un 60: "Per 15 dòlars/euros, NES Remix és un tros car de la nostàlgia envasada. Per a mi, jugar a través d'aquests mini-reptes i desbloquejar nous escenaris i nous jocs va ser un viatge llampec agradable d'alguns dels meus records més preuats de joc. Però, de nou, he estat en aquestes vacances abans." Amb un 60, Metro GameCentral diu: "Una gran idea que ha errat l'abast total del llegat dels 8-bit de Nintendo, encara que si això és a través de la cobdícia o l'estupidesa no està encara clar."
Amb un 40, The Escapist és el primer a suspendre NES Remix, comentant que "es juga com si s'agafessin diners de cor fred, aparentment escopint just el que la Wii U té a l'eShop en aquesta temporada. A la tartamudesa, la selecció atrofiada del no-res". Joystiq, amb un 30, explica que "estar emocionats pels jocs implicats no era prou difícil, però les idees de NES Remix pels desafiaments són repetitives i molt decebedores. Les metes arbitràries que s'assignen entre si per partits que han dominat són millors que tots, però amb uns moments fugaços de NES Remix de grandesa, i això és realment decebedor quan es considera la brillantor habitual de Nintendo en la reelaboració de la seva història d'una manera agradable.

### Venda
NES Remix va ser el segon contingut digital més venut en la Nintendo eShop de Wii U el 29 de desembre de 2013 i el 2 de gener de 2014. Va ser el novè en la setmana del 29 d'abril al 6 de maig de 2014 en les descàrregues a la Nintendo eShop de Wii U. Del 23 al 30 de juliol va ser el 5è.

### Màrqueting
Koichi Hayashida, director de la recentment publicada NES Remix, va publicar un interessant concurs a través d'un missatge publicat a la xarxa social Miiverse. Per participar, s'ha de triar el desafiament Remix I, i després fer el menor temps possible en l'Stage 4 d'aquest desafiament, on la tasca és controlar dos Marios mentre recullen totes les monedes en Mario Bros.. Un cop fet això, s'ha de fer una captura de pantalla amb el temps de finalització del desafiament Remix 1: Stage 4 a Miiverse amb la captura. L'esdeveniment acaba el 2 gener de 2014, i qui hagi aconseguit completar l'etapa en el menor temps serà la seva puntuació reconeguda per la mateixa Nintendo. No hi ha un límit de missatges per a cada usuari, és a dir, es poden publicar tantes fotos com es vulgui. El 26 de desembre va sortir un tràiler mostrant com es resol un dels desafiaments per a rècord 00:07:08 segons. El 5 de gener, sense repassar-ne els resultats, va cancel·lar-ho en un missatge a Miiverse explicant que era possible fer trampes.
A part d'aquest cas, Nintendo Japó també està ensenyant als jugadors diverses formes de completar certs desafiaments.
Un nou "Time Attack Challenge" (temps d'exposició) va arribar a la comunitat de la xarxa social Miiverse sobre NES Remix. El concurs va ser llançat el 13 d'abril de 2014 pel director del joc, Koichi Hayashida, i s'estén fins al 18 d'abril. Per participar, s'ha de completar el "Remix I: Stage 25" en el menor temps possible, prendre una foto del seu registre a la pantalla Stage Select, i publicar-lo a la secció de comentaris del post original de Hayashida en Miiverse. A més, cal introduir el temps o dibuixar aquest mateix comentari. Només s'acceptaran imatges amb el NES Remix actualitzat a la versió 1.1.0; en aquesta versió, el seu expedient es mostrarà amb colors més brillants a la pantalla Stage Select. En Remix I: Stage 25, s'ha de completar 6 desafiaments en seqüència: Peta dues bombolles gegants! / Acaba amb 5 rivals! / Corre, Mario! Recull 20 monedes! / Llença més de 3 barrils! / Derrota en Bowser com a Luigi invencible!. Qualsevol que faci el menor temps en aquesta etapa tindrà el seu registre oficialitzat de Nintendo en la comunicat de NES Remix; al participar en el concurs, l'usuari ha de tenir compte de Facebook per divulgar el seu resultat, per exemple. Qualsevol problema o oportunitats de fer trampes pels jugadors durant la jugada s'ha de comunicar a través d'aquest web sota l'assumpte "Miiverse Events Feedback".
A pocs dies abans del llançament de NES Remix 2, el director Koichi Hayashida ha llançat un nou desafiament per a NES Remix a Miiverse a data de 23 d'abril de 2014. Aquesta vegada, qui guanyi fer el menor temps possible Remix II: Stage 25, que reuneix els següents reptes: Use the springboard to reach a moving platform! / Find the hidden coin! / Find and defeat the real ones! / Break 20 blocks! / Get the purse before time runs out! / Pop 5 balloons! Don't miss any! / Defeat Bowser in the frozen castle! / Defeat big Bowser!. Les bases són les mateixes que les d'anteriors edicions. Hi ha temps fins al 25 d'abril de 2014.
El joc va ser un dels que es van poder bescanviar els usuaris del Club Nintendo nord-americà del 2 de febrer de 2015 fins que s'acabà el servei el 30 de juny de 2015. Costà 300 monedes.
La sintonia de la pantalla de crèdits s'escolta en el segon disc de la "Nintendo Sound Selection" llançada al Club Nintendo japonès el 5 d'abril de 2015 per 500 punts, que recull les sintonies d'acabament d'alguns jocs.

## Seqüeles

### NES Remix 2
NES Remix 2, anomenat al Japó Famicom Remix 2 (ファミコンリミックス 2, Famikon Rimikkusu 2) és la seqüela de NES Remix, i que va sortir el 24 d'abril de 2014 al Japó, i 25 d'abril de 2014 a Amèrica del Nord i a la regió PAL a la Nintendo eShop de Wii U. L'èxit del videojoc NES Remix ha comportat que Nintendo anunciés la seva seqüela digital el 13 de febrer de 2014, en un Nintendo Direct.

### Ultimate NES Remix
Ultimate NES Remix és el nom d'un videojoc per a la Nintendo 3DS de la sèrie de compilacions de desafiaments de jocs de NES NES Remix que va sortir a finals de 2014.

### NES Remix Pack
NES Remix Pack, anomenat Famicom Remix 1+2 (ファミコン リミックス 1+2, Famikon Rimikkusu 1+2) al Japó, és una compilació de NES Remix i NES Remix 2 (dos videojocs llançats a la Nintendo eShop de Wii U entre el 2013 i el 2014) que va sortir en format físic el 24 d'abril de 2014 a la regió. En el San Diego Comic-Con del 2014 Nintendo va anunciar la compilació per a Amèrica del Nord a finals d'any, que el 29 d'agost es confirmaria que sortiria el 5 de desembre ensenyant un tràiler. El 6 de setembre va sortir la caràtula en alta resolució.
Es va anunciar en el Nintendo Direct del 14 de febrer juntament amb una caràtula en baixa resolució, el 28 se'n revela una més gran. El videojoc val 2,858 ¥ al Japó. L'11 d'abril, Nintendo Japó en revela un tràiler que reconfirma el preu del videojoc. Un dia abans del llançament japonès, surt un comercial de Famicom Remix 1 + 2.
Segons l'estudi Media-Create, el joc va ser el sisè videojoc més venut al Japó del 21 d'abril al 27 amb 11.079 unitats venudes. Del 28 d'abril al 5 de maig de 2014, Famicom Remix 1 + 2 va ser el vuitè videojoc més venut al Japó segons l'institut Media-Create, amb 8.216 unitats venudes durant aquest període i 19.295 en total. El joc va ser el dotzè més venut al Japó segons l'institut Media-Create del 5 de maig a l'11 de maig de 2014, amb 4.836 unitats venudes durant aquella setmana i 24.130 en total fins ara a la regió. Va ser el 48è més venut en la regió en el període del 9 al 16 de juny de 2014.
El joc va resortir amb un preu rebaixat a Amèrica del Nord l'11 de març de 2016 per integrar-se a la línia Nintendo Selects.